# Бої за Хомс (2024)
Бої за Хомс — воєнні дії між сирійськими опозиційними військами та проурядовою армією за контроль над третім за величиною містом Сирії.
Після захоплення міста опозиційні війська звільнили з місцевої в'язниці близько 3500 політичних в'язнів.